# Liste der bekannten ehemaligen Stipendiaten der Konrad-Adenauer-Stiftung
Diese Liste gibt einen Überblick über bekannte Personen des politischen, wirtschaftlichen und kulturellen Zeitgeschehens, welche ehemalige Stipendiaten der Konrad-Adenauer-Stiftung sind. Die Liste erhebt keinen Anspruch auf Vollständigkeit.

## A
- Marion Ackermann, Kunsthistorikerin
- Patrick Adenauer, Unternehmer
- Anna Aeikens, Agrarökonomin und Politikerin
- Thorsten Alsleben, Journalist und Verbandsgeschäftsführer
- Peter Altmaier[1], Politiker
- Philipp Amthor[2], Politiker

## B
- Uwe Barschel[3] (1944–1987), Politiker
- Beate Baumann, Politikberaterin
- Winfried Bausback[4], Jurist, Hochschullehrer und Politiker
- Pia Beckmann[3], Politikerin
- Liane Bednarz, Publizistin und Juristin
- Johannes Beermann, Jurist und Politiker
- Thomas Bellut[3], Journalist
- Peter Bergmair, Politiker
- Knut Bergmann, Publizist und Politikwissenschaftler
- Mara Bergmann[5], Journalistin
- Stephan Bierling[6], Politikwissenschafter
- Wolfgang Blankenforth-Cabisius (1944–2023), Wirtschaftswissenschaftler
- Verena Blechinger-Talcott, Japanologin
- Michael Borchard, Zeithistoriker
- Ralf Brauksiepe, Politiker
- Andreas Braun, Paläontologe
- Helge Braun[7], Politiker
- Joachim von Braun, Agrarwissenschaftler und Akademiepräsident
- Thomas Brechenmacher, Historiker
- Rati Bregadze[8], Justizminister Georgien
- Jörg Bremer, Journalist
- Paolo Brenner, Herzchirurg
- Stefanie Bürkle, Juristin und Politikerin
- Martin Büsing, Chirurg

## C
- Conrad Clemens, Politiker
- Peter Clever, Mitglied der BDA-Hauptgeschäftsführung
- Johann-Adolf Cohausz, Diplomat und Staatssekretär a. D.
- Uwe Conradt, Politiker

## D
- Thomas von Danwitz, Jurist, Hochschullehrer und seit 2006 Richter am Gerichtshof der Europäischen Union
- Thomas Demmelhuber[9], Politikwissenschaftler
- Gerhard Deter, Jurist und Historiker
- Maria H. Dettenhofer (1960–2016), Althistorikerin

## E
- Svea Eckert, Journalistin und Expertin für Datenschutz und Cybersicherheit
- Christof E. Ehrhart, Kommunikationsmanager
- Michael Eilfort, Politikwissenschaftler
- Stephan Eisel[10], Politiker
- Dorothee Eisenlohr, Kommunalpolitikerin
- Axel Ekkernkamp, Chirurg und Hochschullehrer
- Thomas Enders, ehem. Vorstand der Airbus Group
- Astrid Epiney, Rechtswissenschaftlerin und Rektorin der Universität Fribourg

## F
- Mario Fernández, Botschafter der Republik Chile in der Bundesrepublik Deutschland
- Maria Flachsbart[11], Politikerin
- Ulrike Franke[12], Politikwissenschaftlerin und Senior Policy Fellow European Council on Foreign Relations (ECFR)
- Roland Freudenstein, Politikwissenschaftler
- Johannes Friedrich, Theologe und Landesbischof i. R.[13]

## G
- Susanne Ganster, Politikerin
- Wolfgang von Geldern, Politiker
- Marion Gentges, Politikerin
- Oliver Georgi, Autor und Journalist
- Birte Glißmann, Juristin und Politikerin
- Reinhard Göhner[3], Arbeitgeberfunktionär
- Regina Görner, Politikerin
- Catherine Gordeladze, Konzertpianistin
- Klaus Gotto, Historiker
- Stefan Greiner (* 1978), Rechtswissenschaftler
- Reinhard Grindel, Journalist, Politiker und Sportfunktionär
- Theresa Gröninger, Politikerin
- Monika Grütters, Politikerin, ehem. Beauftragte der Bundesregierung für Kultur und Medien
- Ulf Gundlach, Staatssekretär a. D.

## H
- Wolfram Hader, Musikwissenschaftler
- Karl Hagemann, Journalist
- Winfrid Halder, Historiker
- Nikolaus Haufler, Politiker
- Franziskus von Heereman, Philosoph
- Heidi Hein-Kircher, Historikerin
- Roland Heintze, Unternehmer und Politiker
- Christian Heinz[14], Politiker
- Stefan Hell, Physiker und Nobelpreisträger für Chemie 2014
- Gunter Hellmann[15], Politikwissenschaftler
- Herbert Henzler[3], Unternehmensberater
- Norbert Herr (1944–2021), Pädagoge und Politiker
- Christian Hirte, Politiker
- Heribert Hirte, Jurist und Politiker
- Guido Hitze, Historiker und Politologe
- André Hüttemeyer, Wirtschaftsingenieur und Politiker
- Ulrich Hufeld, Jurist und Hochschullehrer

## I
- Florian Illies[16], Autor

## J
- Franz Josef Jung, Politiker
- Harald Jung (1966–2024), Ökonom und Theologe

## K
- Karl-Heinz Kamp, Politikwissenschaftler
- Stefan Kaufmann, Politiker
- Ronja Kemmer, Politikerin
- Hans Jürgen Kerkhoff, Verbandsfunktionär
- Suyoen Kim, Violinistin
- Eckart von Klaeden, Politiker
- Peter Koslowski (1952–2012), Philosoph und Wirtschaftsethiker
- Wolfgang Klein[3], Manager
- Manfred Knof, Jurist und Bankmanager
- Carsten Körber, Politiker
- Stefan Korte, Jurist und Hochschullehrer
- Bernhard Kotsch, Diplomat
- Marcus Kretzer, Pianist
- Markus Krienke, katholischer Theologe und Hochschullehrer
- Günter Krings[17], Politiker
- Ludger Kühnhardt, Politikwissenschaftler
- Christiane Kuller, Historikerin

## L
- Gerd Langguth (1946–2013), Politikwissenschaftler und Politiker
- Armin Laschet, Politiker
- Kurt Lauk[3], Vorstandsmitglied der Daimler Chrysler AG (1996–1999), Politiker
- Karl Lauterbach, Professor für Gesundheitsökonomie und Politiker
- Stephan Laux, Historiker
- Joachim Lemppenau[3] (1942–2022), Vorstandsvorsitzender der Volksfürsorge (1998–2006)
- Thomas Lennartz, Kirchenmusiker, Organist und Hochschullehrer
- Antonius Liedhegener, Politikwissenschaftler und Zeithistoriker.
- Christiane Liermann Traniello, deutsche Historikerin und Generalsekretärin der Villa Vigoni
- Peter Liese, Politiker
- Carsten Linnemann, Volkswirt und Politiker
- Robert von Lucius, Journalist

## M
- Ursula Männle, Politikerin
- Andreas Maier[3], Autor
- Tatjana Maier-Keil, Politikerin
- Thomas de Maizière, Politiker
- Mario Martini, Rechtswissenschaftler, Professor für öffentliches Recht
- Sebastian Matthes, stellv. Chefredakteur Handelsblatt[18]
- David McAllister, Politiker
- Heinz-Peter Meidinger, Schulleiter und Präsident des Deutschen Lehrerverbandes
- Friedrich Merz[3], Politiker
- Ulli Meyer[19], Politiker, Oberbürgermeister der Stadt St. Ingbert
- Jakov Milatović[20], montenegrinischer Wirtschaftswissenschaftler und Politiker
- Matthias Miller, Jurist und Politiker
- Theo Mönch-Tegeder[21] (1953–2018), Journalist und Medienmanager
- Sigrid Mratschek, Althistorikern
- Gerd Müller, Politiker, ehem. Bundesminister für wirtschaftliche Zusammenarbeit und Entwicklung, Generaldirektor der Organisation der Vereinten Nationen für industrielle Entwicklung (UNIDO)
- Hugo Müller-Vogg, Journalist, Buchautor und Publizist.
- Werner Münch, Politiker, ehem. Ministerpräsident von Sachsen-Anhalt

## N
- Timo Nasseri, Künstler
- Laura Katharina Sophia Neumann, Juristin und Hochschullehrerin
- Beate Neuss, Politikwissenschaftlerin, stellvertretende Vorsitzende der Konrad-Adenauer-Stiftung
- Annette Niederfranke, Psychologin und Ministerialbeamtin
- Andreas Nick, Politiker
- Britta Nord, Übersetzungswissenschaftlerin

## O
- Peter L. Oesterreich, Professor für Philosophie und Rhetorik
- Torsten Oppelland, Politikwissenschaftler und Zeithistoriker
- Matthias Oppermann, Historiker
- Stefan Oster SDB, Theologe und Bischof der Diözese Passau
- Jürgen Osterhage, ehem. ARD-Korrespondent[22]

## P
- Gabriele Pauli, Politikerin
- Wolfgang Peiner[3], Politiker
- Tim Peters, Politiker
- Natalie Pfau-Weller, Politikerin
- Friedbert Pflüger[23], Politiker, Hochschullehrer
- Christoph Ploß, Politiker
- Martin Plum[24], Jurist und Politiker
- Hans-Gert Pöttering, Politiker, ehem. Präsident des Europäischen Parlaments
- Franziska Pohlmann[25], Regisseurin, Komponistin, Filmproduzentin
- Ruprecht Polenz, Politiker
- Christopher Poremba[26], Mediziner, Pathologe und Onkologe
- Sarah Progin-Theuerkauf, Rechtswissenschaftlerin
- Andreas Püttmann, Journalist und Publizist
- Holm Putzke, Rechtswissenschaftler

## R
- Thomas Rachel[27], Politiker
- Christoph Raedel, Theologe und Hochschullehrer
- Birgit Rätsch, Journalistin
- Kuno Rechkemmer, Wirtschaftsingenieur, Hochschullehrer und Unternehmer
- Andreas Rödder, Professor für Neueste Geschichte
- Hans-Peter Röser (1949–2015), Ingenieurwissenschaftler und Hochschullehrer
- Norbert Röttgen, Politiker
- Krzysztof Ruchniewicz, Professor für Neueste Geschichte
- Christian Ruck, Politiker
- Michael Ruhl, Politiker

## S
- Gerhard Sabathil, Diplomat
- Alfred Sauter[28], Politiker
- Markus Schächter, Journalist und ehem. ZDF-Intendant
- Annette Schavan, Politikerin
- Christiane Schenderlein, Politikerin
- René Schlott[29], Historiker und Publizist
- Christian Schmidt[30], Politiker
- Nikodemus Claudius Schnabel OSB, deutscher Theologe und Benediktinerabt
- Nadine Schön, Politikerin
- Wulf Schönbohm[3] (1941–2021), Politiker
- Angela Schorr, Psychologin und Psychologische Psychotherapeutin
- Daniel Schranz, Politiker, Oberbürgermeister von Oberhausen
- Gerd Schreiner, Landespolitiker und Architekt
- Barbara Schretter, deutsche Verwaltungsjuristin
- Christian Schulze Pellengahr, Jurist und Politiker
- Detlef Seif[31], Politiker
- Klaus-Peter Siegloch, Journalist
- Thomas Silberhorn[32], Politiker, Parlamentarischer Staatssekretär bei der Bundesministerin der Verteidigung
- Markus Söder[33], Politiker´(CSU), Ministerpräsident des Freistaates Bayern
- Tino Sorge, Politiker
- Christopher Spehr, evangelischer Theologe, Professor für Kirchengeschichte
- Mark Speich, Staatssekretär
- Franz Staudt, Mediziner
- Stephen Gerhard Stehli, Jurist und Politiker
- Burkard Steppacher, Politikwissenschaftler
- Thomas Sternberg, Politiker
- Daniel Stockemer[34], Politikwissenschaftler an der University of Ottawa
- Hans Gerhard Stockinger (1950–2013), Jurist und Politiker (CSU)
- Andreas Storm, Krankenkassenmanager und ehem. Politiker
- Andreas Sturm, Autor und Politiker
- Reinhard Stuth, Politiker

## T
- Elmar Theveßen[35], Journalist
- Gabriele Thome (1951–2003), Professorin für Klassische Philologie
- Gregor Thüsing, Rechtswissenschaftler
- Wolfgang Trees, Journalist und Redakteur
- Sebastian Turner, Publizist

## U
- Bernd Uhl (1946–2023), Theologe und Weihbischof
- Christina von Ungern-Sternberg, Journalistin und Fernsehmoderatorin
- Lilia Usik, Politikerin

## V
- Bernd Venohr, Unternehmensberater und Hochschullehrer
- Mario Voigt, Politiker

## W
- Johann Wadephul, Politiker
- Alice Weidel, Politikerin
- Werner Weidenfeld, Politikwissenschaftler
- Klaus Weigelt (* 1941), Volkswirt und Kulturmanager
- Peter R. Weilemann (1949–2010), Politikwissenschaftler
- Joachim Weiler (1947–1999), Jurist und Politiker
- Wolfram Weimer, Journalist und Verleger
- Klaus Welle, Generalsekretär des Europäischen Parlaments
- Sabine Weyand, Generaldirektorin in der Europäischen Kommission
- Matthias Wilkes, Politiker, Vorsitzender des Vereins der Altstipendiaten
- Günter Winands, Jurist und Vorstandsvorsitzender der Bundeskanzler-Helmut-Kohl-Stiftung Berlin
- Johannes Winkel, Jurist und Politiker
- Wiebke Winter, Juristin und Politikerin
- Matthias Wissmann, Politiker
- Karin Wolff, Politikerin
- Michael Wolffsohn, Historiker
- Joachim Wuermeling, Politiker
- Christian Wulff, Politiker, Bundespräsident a. D.

## X
- Willi Xylander, Zoologe

## Y
- Mesut Yılmaz (1947–2020), türkischer Politiker

## Z
- Tamara Zieschang, Juristin und Politikerin
- Matthias Zimmer (1961–2023), Politikwissenschaftler und Politiker
- Anka Zink, Autorin und Kabarettistin